# Maatarka
Maatarka (en àrab معتركة, Mʿtarka; en amazic ⵎⵄⵜⴰⵕⴽⴰ) és una comuna rural de la província de Figuig, a la regió de L'Oriental, al Marroc. Segons el cens de 2014 tenia una població total de 7.986 persones.